# Hallelesis halyma
Hallelesis halyma är en fjärilsart som beskrevs av Fabricius 1793. Hallelesis halyma ingår i släktet Hallelesis och familjen praktfjärilar. Inga underarter finns listade i Catalogue of Life.

## Bildgalleri

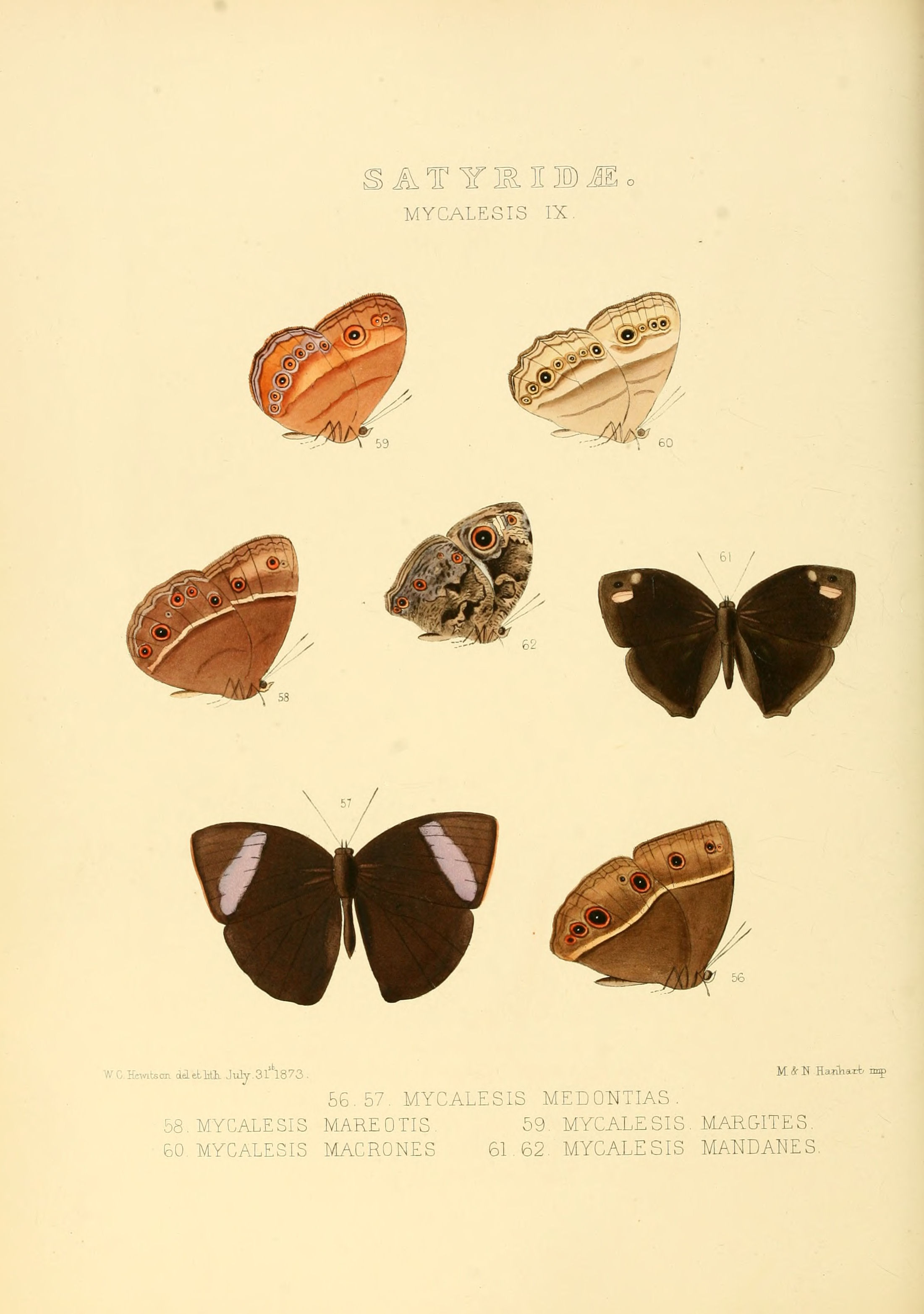